# Trebandad skogsblomfluga
Trebandad skogsblomfluga (Dasysyrphus tricinctus) är en blomfluga som tillhör släktet skogsblomflugor.

## Kännetecken
Den trebandade skogsblomflugan är mellan 8 och 11 millimeter lång. Liksom de flesta andra skogsblomflugor är den svart med gula fläckar på bakkroppen och ger därmed ett getinglikt intryck (mimikry). De gula fläckarna på tergit 2 till 4 är väldigt arttypiska, vilket gör det lätt att identifiera arten i fält. Tergit två har två små parfläckar. Tergit tre har ett brett gult band som är insnörpt på mitten. Tergit fyra har ett smalt gult band som oftast är avbrutet på mitten. Ryggskölden är svartglänsande med blåaktig lyster och saknar strimmor. Skutellen och är gulaktig. Ansiktet är gult med svart mittstrimma och med svart panna. Antennerna är svarta. Vingarna har tydligt brunt eller mörkbrunt vingmärke.

## Levnadssätt
Den trebandade skogsblomflugan lever huvudsakligen på öppen mark i anslutning till skog, framförallt barrskog. Man kan se den hämta nektar och pollen på flockblommiga växter, men även på många andra blommor. Man kan i Sverige se den från maj till september. Larven lever på växtstekellarver, nattflylarver eller bladlöss. 

## Utbredning
Den trebandade skogsblomflugan är vanlig i större delen av Norden. Den finns i Europa ner till Alperna och Pyrenéerna och vidare österut fram till Stilla havet och Japan.

## Etymologi
Tricinctus betyder trefaldigt omgjordad på latin.